# Armorial des communes de la Drôme
- il comporte peu ou pas de sources.

Blason de la Drôme 1 : Coupé ondé, en 1 d’or au dauphin d’azur crêté, barbé, loré, peautré
Blason de la Drôme 2 : Écartelé, au 1) du Dauphiné; au 2) d'azur, à 6 besants d'argent, 3, 2 et 1 et au chef d'or; au3) d'azur aux 3 bandes d'or; au 4) d'hermines, au chef d'or chaussé de gueules
Blason du Dauphiné : D'or au dauphin d'azur crêté, allumé, loré et peautré de gueules. Écartelé aux armes de France depuis 1536.

Cette page dresse les armoiries (figures et blasonnements) des communes du département de la Drôme.

(2 dessin(s) en attente.GV)
- Haut – A
- B
- C
- D
- E
- F
- G
- H
- I
- J
- K
- L
- M
- N
- O
- P
- Q
- R
- S
- T
- U
- V
- W
- X
- Y
- Z

## A
| Blason de Albon | Blason  | Écartelé de sable à la croix d'or, et d'or au dauphin d'azur, allumé, langué, loré, peautré et oreillé de gueules (du Dauphiné). |
| Blason de Albon | Détails | Le statut officiel du blason reste à déterminer.                                                                                 |

| Blason de Allex | Blason  | Écartelé : au 1er d'argent à l'aigle de sable, au chef d'azur chargé d'un soleil d'or issant et mouvant de l'angle dextre, au 2d d'azur à la tour crénelée de cinq pièces d'argent ouverte, ajourée et maçonnée de sable, au chef cousu de gueules chargé de trois heaumes d'or tarés de profil, au 3e d'azur à la tour d'argent maçonnée de sable sur un rocher d'or, au chef cousu de gueules chargé de trois étoiles d'or, au 4e d'argent à la bande de gueules chargée, en chef, d'une étoile du champ à plomb. |
| Blason de Allex | Détails | * Il y a là non-respect de la règle de contrariété des couleurs : ces armes sont fautives (gueules sur azur). Le statut officiel du blason reste à déterminer. |

| Blason de Ancône | Blason  | D'or au chef de France[réf. nécessaire].         |
| Blason de Ancône | Détails | Le statut officiel du blason reste à déterminer. |

| Blason de Andancette | Blason  | D'argent au dauphin d'azur adextré d'une amphore au naturel et accompagné en chef à dextre du nombre 26, à senestre de la date 1872 et en pointe à senestre de la date 1972, le tout en chiffres gothiques de sable ; au chef du champ chargé de l'inscription "Andancette" en lettres gothiques aussi de sable. |
| Blason de Andancette | Détails | Le statut officiel du blason reste à déterminer. |

| Blason de Anneyron | Blason  | Taillé d'un mi-taillé d'argent à trois tours d'or, ajourées du champ et maçonnées de sable, rangées en barre, et de gueules à trois abeilles d'argent, l'abdomen de pourpre, ordonnées en orle. |
| Blason de Anneyron | Détails | * Il y a là non-respect de la règle de contrariété des couleurs : ces armes sont fautives (or sur argent). Le statut officiel du blason reste à déterminer.                                     |

| Blason de Aouste-sur-Sye | Blason  | D'azur à l'estrez d'argent cantonné au I et au IV d'une fleur de lys d'or, au II d'un dauphin renversé contourné du même barbé et loré de gueules en bande, la queue tortillée, au III d'un dauphin renversé aussi d'or barbé et loré aussi de gueules en barre, la queue tortillée. |
| Blason de Aouste-sur-Sye | Détails | Le statut officiel du blason reste à déterminer. |

- Pas d'information pour les communes suivantes : Aix-en-Diois, Aleyrac, Alixan, Allan (Drôme) , Ambonil, Arnayon, Arpavon, Arthémonay, Aubenasson, Aubres, Aucelon, Aulan, Aurel (Drôme) , Autichamp.

- Haut – A
- B
- C
- D
- E
- F
- G
- H
- I
- J
- K
- L
- M
- N
- O
- P
- Q
- R
- S
- T
- U
- V
- W
- X
- Y
- Z

## B
| Blason de Barret-de-Lioure | Blason  | De gueules au rocher d’argent sommé d’un bourg composé d’une église et de quelque maisons du même essorées de sable. |
| Blason de Barret-de-Lioure | Détails | Le statut officiel du blason reste à déterminer.                                                                     |

| Blason de Bathernay | Blason  | Écartelé d'or et d'azur.                                                                           |
| Blason de Bathernay | Détails | Armes de la famille de Bathernay (olim Batarnay). Le statut officiel du blason reste à déterminer. |

| Blason de La Bâtie-Rolland | Blason  | D'or à deux mains au naturel au chef d'azur chargé d'un croissant d'argent accosté de 2 étoiles du même[réf. nécessaire]. |
| Blason de La Bâtie-Rolland | Détails | Le statut officiel du blason reste à déterminer.                                                                          |

| Blason de La Baume-Cornillane | Blason  | De gueules à la bande d'or chargée de trois corneilles de sable posées à plomb. |
| Blason de La Baume-Cornillane | Détails | Le blason de la commune reprend celui de la famille Cornillan, ou Cornilhan, seigneurs du lieu du XIIe au XVIe siècle. Armes parlantes. Le statut officiel du blason reste à déterminer. |

| Blason de Beaumont-lès-Valence | Blason  | De gueules à la fasce d'argent chargée de trois fleurs de lys d'azur. |
| Blason de Beaumont-lès-Valence | Détails | Le statut officiel du blason reste à déterminer.                      |

| Blason de Beauregard-Baret | Blason  | D'or au chef émanché d'azur de trois pièces.     |
| Blason de Beauregard-Baret | Détails | Le statut officiel du blason reste à déterminer. |

| Blason de Beausemblant | Blason  | De gueules au trois pals d'argent. |
| Blason de Beausemblant | Détails | Blason officiel                    |

| Blason de Beauvallon | Blason  | Écartelé : au 1er d'or à un dauphin d'azur, crêté, barbé, loré, peautré et oreillé de gueules, au 2e d'argent à la fasce dentée de sable, chargée de trois molettes de huit rais du champ et soutenue de deux mouchetures d'hermine de sable, au 3e d'argent à un cerf saillant d'or*, au 4e de gueules plain. |
| Blason de Beauvallon | Détails | * Il y a là non-respect de la règle de contrariété des couleurs : ces armes sont fautives (or sur argent). Le statut officiel du blason reste à déterminer. |

| Blason de Bésignan | Blason  | D'azur au lion d'argent.                         |
| Blason de Bésignan | Détails | Le statut officiel du blason reste à déterminer. |

| Blason de Bonlieu-sur-Roubion | Blason  | D'azur à six besants d'argent, ordonnés 3, 2 et 1; au chef d'or plain. |
| Blason de Bonlieu-sur-Roubion | Détails | Le statut officiel du blason reste à déterminer.                       |

| Blason de Bouchet | Blason  | De gueules au chêne pubescent arraché d'or, au chef cousu d'azur chargé de trois étoiles du second.                                                            |
| Blason de Bouchet | Détails | * Il y a là non-respect de la règle de contrariété des couleurs : ces armes sont fautives (azur sur gueules). Le statut officiel du blason reste à déterminer. |

| Blason de Bourdeaux | Blason  | De sinople (alias d'azur) à la barre cousue de gueules* (chargée de l'inscription « ANGULUS RIDET » en capitales de sable*), accompagnée en chef d'une tour d'or (maçonnée de sable) ouverte (et ajourée) du champ et en pointe d'un dauphin d'or. DeviseAngulus ridet (« Ce coin de Terre me sourit ») |
| Blason de Bourdeaux | Détails | * Il y a là non-respect de la règle de contrariété des couleurs : ces armes sont fautives (gueules sur sinople et sable sur gueules). Le statut officiel du blason reste à déterminer. |

| Blason de Bourg-de-Péage | Blason  | D'azur à la ruche d'or, entourée de six abeilles du même, au chef aussi d'or chargé d'une foi de carnation parée d'argent. |
| Blason de Bourg-de-Péage | Détails | Le statut officiel du blason reste à déterminer.                                                                           |

| Blason de Bourg-lès-Valence | Blason  | Parti d'azur à l'ancre sans trabe d'or, et d'or à la roue dentée de huit pièces d'azur, percée en rond ; à la tierce ondée de l'un en l'autre brochant en pointe sur le parti ; au chef de gueules chargé d'un dauphin d'or versé, contourné et regardant vers dextre, et soutenu d'un filet d'argent. |
| Blason de Bourg-lès-Valence | Détails | Adopté par délibération du conseil municipal le 28 janvier 1966. |

| Blason de Buis-les-Baronnies | Blason  | D'argent au dauphin d'azur brochant sur une branche de buis de sinople.             |
| Blason de Buis-les-Baronnies | Détails | Armes parlantes. (buis) Le statut officiel du blason reste à déterminer.            |
| Blason de Buis-les-Baronnies | Alias   | D'argent au buis de sinople, au dauphin la queue levée d'azur brochant sur le tout. |

- Pas d'information pour les communes suivantes : Ballons, Barbières, Barcelonne, Barnave, Barsac (Drôme) , La Bâtie-des-Fonds, La Baume-d'Hostun, La Baume-de-Transit, Beaufort-sur-Gervanne, Beaumont-en-Diois, Beaumont-Monteux, Beaurières, Beauvoisin (Drôme) , La Bégude-de-Mazenc, Bellecombe-Tarendol, Bellegarde-en-Diois, Bénivay-Ollon, Bésayes, Bézaudun-sur-Bîne, Boulc, Bouvante, Bouvières, Bren, Brette.

- Haut – A
- B
- C
- D
- E
- F
- G
- H
- I
- J
- K
- L
- M
- N
- O
- P
- Q
- R
- S
- T
- U
- V
- W
- X
- Y
- Z

## C
| Blason de Chabeuil | Blason  | D'argent, au dauphin de sable.                                                                                    |
| Blason de Chabeuil | Détails | Le blason en alias a été retrouvé sur une carte postale du lieu. Le statut officiel du blason reste à déterminer. |
| Blason de Chabeuil | Alias   | De gueules au dauphin d'or ; au chef cousu d'azur chargé de trois pains de sucre d'argent.                        |

| Blason de Chamaret | Blason  | De gueules au chevron d'or accompagné de trois croissants du même. |
| Blason de Chamaret | Détails | Le statut officiel du blason reste à déterminer.                   |

| Blason de Chantemerle-les-Blés | Blason  | D'or à la barre ployée de gueules chargée d'un filet en barre ployé d'argent accompagnée en chef d'un dauphin d'azur, crêté, barbé, peautré, oreillé et loré de gueules, et en pointe d'un merle chantant, contourné de sable, becqué et allumé du champ, et soutenu d'une trangle ondée d'azur. |
| Blason de Chantemerle-les-Blés | Détails | Armes parlantes. Le statut officiel du blason reste à déterminer. |

| Blason de Chapelle en Vercors (La) | Blason  | De gueules aux trois vermisseaux d'argent[réf. nécessaire].                                                 |
| Blason de Chapelle en Vercors (La) | Détails | Le statut officiel du blason reste à déterminer.                                                            |
| Blason de Chapelle en Vercors (La) | Alias   | De gueules au chamois d'or sur une montagne du même ; au chef cousu de sinople chargé de trois sapins d'or. |

| Blason de Charce (La) | Blason  | De sinople à un bourg de plusieurs maisons d'argent, ajourées de sable. |
| Blason de Charce (La) | Détails | Le statut officiel du blason reste à déterminer.                        |

| Blason de Charmes-sur-l'Herbasse | Blason  | De sinople à la bande ondée abaissée d'argent, chargée d'une bande ondée d'azur, surmontée d'une branche de charme d'or posée en bande. |
| Blason de Charmes-sur-l'Herbasse | Détails | Armes parlantes. Présent sur le site de la commune.                                                                                     |

| Blason de Charols | Blason  | D'azur aux monogrammes de Louis XI et Charles VIII, accompagnés de la date 1484, le tout d'or. |
| Blason de Charols | Détails | Armes parlantes. (Charles) Le statut officiel du blason reste à déterminer.                    |

| Blason de Charpey | Blason  | Écartelé: au 1er de gueules à l'aigle essorante d'or et au chef du même chargé de trois croisettes de gueules, au 2e d'or à la bande d'azur chargée de trois étoiles d'argent, au 3e d'or à six annelets de gueules 3, 2 et 1, au 4e contre-écartelé aux I et IV de gueules à la clé contournée et posée en barre d'argent, aux II et III d'azur à la fleur de lis d'or; sur le tout, d'or à l'aigle de sable soutenue d'une fleur de lis du même et au chef d'azur à la croix d'or. |
| Blason de Charpey | Détails | Le statut officiel du blason reste à déterminer. |

| Blason de Châteauneuf-de-Galaure | Blason  | D'azur à la fasce d'or accompagnée, en chef, de deux croisettes d'argent et, en pointe, d'une étoile aussi d'or. |
| Blason de Châteauneuf-de-Galaure | Détails | Le statut officiel du blason reste à déterminer.                                                                 |

| Blason de Châteauneuf-du-Rhône | Blason  | D'azur à la grosse tour donjonnée à senestre d'une tourelle, le tout d'argent, ouvert et maçonné de sable, sur une terrasse d'argent. |
| Blason de Châteauneuf-du-Rhône | Détails | Le statut officiel du blason reste à déterminer.                                                                                      |

| Blason de Châteauneuf-sur-Isère | Blason  | De sable aux quatre ondes alésées d'azur, au château de trois tours d'argent, ouvert et ajouré d'or, maçonné du champ, brochant sur les deux premières et soutenu des inscriptions « Châteauneuf » brochant sur la troisième et « sur Isère » brochant sur la quatrième, toutes deux d'or. |
| Blason de Châteauneuf-sur-Isère | Détails | * Il y a là non-respect de la règle de contrariété des couleurs : ces armes sont fautives (Azur sur sable et or sur argent). Le statut officiel du blason reste à déterminer. |

| Blason de Châtillon-en-Diois | Blason  | Parti : au premier d'azur à la tour d'argent maçonnée, ouverte et ajourée de sable accompagnée de trois heaumes tarés de profil aussi d'argent rangés en chef, au second d'or aux quatre pals de gueules ; le tout sommé d'un chef d'argent chargé de trois fasces de gueules. |
| Blason de Châtillon-en-Diois | Détails | Le statut officiel du blason reste à déterminer. |

| Blason de Chavannes | Blason  | De gueules au dauphin d'argent barbé, crêté et lorré d'or, soutenu d'une fasce ondée d'argent. |
| Blason de Chavannes | Détails | Adopté par la municipalité et visible sur la façade de la mairie de la commune.                |

| Blason de Clansayes | Blason  | Écartelé : au premier et au quatrième d'or aux trois bandes d'azur, au deuxième et au troisième d'azur au donjon du lieu d'or ajouré de sable, sommé d'une statue de la Vierge aussi d'or ; à la croix pattée de gueules brochant sur le tout. |
| Blason de Clansayes | Détails | Adopté en 2002. Le statut officiel du blason reste à déterminer. |

| Blason de Claveyson | Blason  | Écartelé d'or à la croix dentée de gueules, et de gueules à la bande d'or chargée de trois clés de sable. |
| Blason de Claveyson | Détails | Armes parlantes. (clés) Le statut officiel du blason reste à déterminer.                                  |

| Blason de Comps | Blason  | D'or à l'aigle échiquetée de sable et d'argent; au chef palé d'azur et d'or. |
| Blason de Comps | Détails | Le statut officiel du blason reste à déterminer.                             |

| Blason de Condillac | Blason  | Fascé d'argent et de gueules, à l'écu d'or brochant mouvant de la pointe et chargé d'un dauphin d'azur, barbé, crêté, lorré, oreillé et peautré de gueules; au chef d'azur chargé d'une chaîne d'or posée en fasce. |
| Blason de Condillac | Détails | Les chaînes sont les attributs du saint patron de l'église saint Pierre aux liens, le dauphin est celui de la region du Dauphiné et le "fascé" vient du blason des Armand de Forest. Adopté en octobre 2013.        |

| Blason de Condorcet | Blason  | Tiercé en pairle : au 1er d'argent au buste contourné et posé de trois-quarts de Nicolas de Caritat, marquis de Condorcet, au trait de gueules, au 2e d'azur à un dragon contourné d'or, armé et lampassé de sable, au 3e d'or à un dauphin d'azur, crêté, barbé, loré, peautré et oreillé de gueules. |
| Blason de Condorcet | Détails | Le statut officiel du blason reste à déterminer. |

| Blason de Cornillac | Blason  | D'or à la fasce ondée d'azur chargée d'un poisson d'argent. |
| Blason de Cornillac | Détails | Le statut officiel du blason reste à déterminer.            |

| Blason de Cornillon-sur-l'Oule | Blason  | D'or aux trois corneilles de sable becquées et membrées de gueules.            |
| Blason de Cornillon-sur-l'Oule | Détails | Armes parlantes. (corneilles) Le statut officiel du blason reste à déterminer. |

| Blason de Coucourde (La) | Blason  | Écartelé d'argent et d'or, le 1er chargé d'une courge, le 2e d'une croix latine et d'une coquille renversée brochant en pointe, le 3e de trois clés de sable, contournées, posées en fasces et rangées en pal, le 4e de l'église du lieu posée sur trois coupeaux, toutes les pièces, sauf les clés, en ombre de sable. |
| Blason de Coucourde (La) | Détails | Armes parlantes. (courge) Le statut officiel du blason reste à déterminer. |

| Blason de Crest | Blason  | D'azur à la tour carrée du lieu (tour de Crest) d'or ouverte, ajourée et maçonnée de sable, sur une terrasse de sinople chargée de la lettre C capitale aussi d'or, au chef d'argent chargé de trois crêtes de coq de gueules. |
| Blason de Crest | Détails | Armes parlantes. (crêtes) * Il y a là non-respect de la règle de contrariété des couleurs : ces armes sont fautives (sinople sur azur). Le statut officiel du blason reste à déterminer.                                       |

- Pas d'information pour les communes suivantes : Chabrillan, Le Chaffal, Chalancon, Le Chalon, Chamaloc, Chanos-Curson, Chantemerle-lès-Grignan, Charens, Chastel-Arnaud, Châteauneuf-de-Bordette, Chatuzange-le-Goubet, Chaudebonne, La Chaudière, Chauvac-Laux-Montaux, Châtillon-Saint-Jean, Cliousclat, Cléon-d'Andran, Clérieux, Cobonne, Colonzelle, Combovin, Crozes-Hermitage, Crupies, Crépol, Curnier.
- les communnes suivantes utilisent un pseudo-blason : Châteaudouble (Drôme)

- Haut – A
- B
- C
- D
- E
- F
- G
- H
- I
- J
- K
- L
- M
- N
- O
- P
- Q
- R
- S
- T
- U
- V
- W
- X
- Y
- Z

## D
| Blason de Die | Blason  | De gueules au château de trois tours d'or, maçonné, ouvert et ajouré de sable. |
| Blason de Die | Détails | Le statut officiel du blason reste à déterminer.                               |

| Blason de Dieulefit | Blason  | Écartelé: au premier d'azur aux six besants d'argent ordonnés 3, 2 ,1 au chef d'or ; au second de gueules à l'amphore d'or ; au troisième de gueules à la navette en bande d'or ; au quatrième palé d'argent et d'azur, au chef d'or. |
| Blason de Dieulefit | Détails | Le statut officiel du blason reste à déterminer. |

| Blason de Donzère | Blason  | De gueules à la fleur de lis d'or adextrée d'une crosse contournée d'argent, senestrée d'une épée du même garnie de sable (d'or) et soutenue de la lettre capitale D d'argent. |
| Blason de Donzère | Détails | Le statut officiel du blason reste à déterminer. |

- Pas d'information pour les communes suivantes : Divajeu.

- Haut – A
- B
- C
- D
- E
- F
- G
- H
- I
- J
- K
- L
- M
- N
- O
- P
- Q
- R
- S
- T
- U
- V
- W
- X
- Y
- Z

## E
| Blason de Espenel | Blason  | D'azur au lion d'or; à la barre d'argent brochante et chargée de trois taupes de sable passant dans le sens de la barre. |
| Blason de Espenel | Détails | Le statut officiel du blason reste à déterminer.                                                                         |

| Blason de Étoile-sur-Rhône | Blason  | D'azur, à l'étoile d'argent.                                               |
| Blason de Étoile-sur-Rhône | Détails | Armes parlantes. (étoile) Le statut officiel du blason reste à déterminer. |

| Blason de Eurre | Blason  | D'argent, à la bande de gueules chargée, en chef, d'une étoile du champ à plomb. |
| Blason de Eurre | Détails | Le statut officiel du blason reste à déterminer.                                 |

- Pas d'information pour les communes suivantes : Échevis, Épinouze, Érôme, Espeluche, Establet, Eygalayes, Eygaliers, Eygluy-Escoulin, Eymeux, Eyroles, Eyzahut.

- Haut – A
- B
- C
- D
- E
- F
- G
- H
- I
- J
- K
- L
- M
- N
- O
- P
- Q
- R
- S
- T
- U
- V
- W
- X
- Y
- Z

## F
| Blason de Ferrassières | Blason  | D'argent, au loup ravissant d'azur.              |
| Blason de Ferrassières | Détails | Le statut officiel du blason reste à déterminer. |

- Pas d'information pour les communes suivantes : Fay-le-Clos, Félines-sur-Rimandoule, Francillon-sur-Roubion.

- Haut – A
- B
- C
- D
- E
- F
- G
- H
- I
- J
- K
- L
- M
- N
- O
- P
- Q
- R
- S
- T
- U
- V
- W
- X
- Y
- Z

## G
| Blason de Garde-Adhémar (La) | Blason  | Écartelé : au 1er d'argent à trois fasces (bandes) de gueules, aux 2e et troisième d'azur à la croix pattée d'or chargée d'un besant du même, au 4e d'argent à la croix pattée d'or chargée d'un besant du même. |
| Blason de Garde-Adhémar (La) | Détails | * Il y a là non-respect de la règle de contrariété des couleurs : ces armes sont fautives (or sur argent). Le statut officiel du blason reste à déterminer.                                                      |

| Blason à dessiner | Blason  | Écartelé haussé en sautoir: au 1er d'or au mont de trois coupeaux de sinople, mouvant d'une champagne fascée ondée d'argent et d'azur, chaque coupeau chargé d'une perle d'argent, aux 2e et 3e de gueules à la grappe de raisin tigée et feuillée d'or, au 4e d'or au dauphin d'azur, langué, crêté, barbé, oreillé et lorré de gueules, allumé d'argent; au chevron d'azur brochant sur le tout chargé de deux fleurs de lis d'or, chacune accompagnée en flanc de trois perles d'argent, 2 et 1; sur le tout, de gueules au vaisseau contourné d'or, pavillonné en poupe d'azur semé de fleurs de lis d'or, les sabords du champ, les voiles ferlées d'argent, voguant sur une mer fascée ondée d'argent et d'azur de huit pièces, ladite mer chargée en pointe d'une île de trois coupeaux, brochante et mouvant de la troisième onde d'azur, l'écu surmonté d'une couronne fleurdelisée au naturel. Devise« Mon pays est le ciel. Mon aventure est la terre. Mon œuvre est la vie. » |
| Blason à dessiner | Détails | Adopté le 5 juin 2013. |

| Blason de Geyssans | Blason  | D'azur à la clé d'or posée en bande.             |
| Blason de Geyssans | Détails | Le statut officiel du blason reste à déterminer. |

| Blason de Grignan | Blason  | D'or à trois bandes d'azur.    |
| Blason de Grignan | Détails | Blason utilisé par la commune. |

- Pas d'information pour les communes suivantes : Génissieux, Gigors-et-Lozeron, Glandage, Le Grand-Serre, Grane, Les Granges-Gontardes, Granges-les-Beaumont, Gumiane.

- Haut – A
- B
- C
- D
- E
- F
- G
- H
- I
- J
- K
- L
- M
- N
- O
- P
- Q
- R
- S
- T
- U
- V
- W
- X
- Y
- Z

## H
| Blason de Hauterives | Blason  | Parti: au 1er d'azur à trois fleurs de lis d'or (de France), au 2e d'or à la clef d'azur posée en barre, l'anneau en haut et le panneton vers le chef, et au chef d'azur. |
| Blason de Hauterives | Détails | Le statut officiel du blason reste à déterminer. |

| Blason de Hostun | Blason  | De gueules à la croix engrêlée d'or.                                                                                  |
| Blason de Hostun | Détails | Armoiries de la maison d'Hostun, ayant tenu la localité à fief pendant plusieurs siècles. Adopté par la municipalité. |

- Haut – A
- B
- C
- D
- E
- F
- G
- H
- I
- J
- K
- L
- M
- N
- O
- P
- Q
- R
- S
- T
- U
- V
- W
- X
- Y
- Z

## I
- Pas d'information pour les communes suivantes : Izon-la-Bruisse.

## J
- Pas d'information pour les communes suivantes : Jaillans, Jonchères.

## L
| Blason de Lachau | Blason  | D'azur à la tour du lieu crénelée de cinq pièces d'argent, maçonnée, ajourée et ouverte de sable sur un rocher d'argent mouvant de la pointe; au chef d'or chargé de deux lions adossés de gueules. |
| Blason de Lachau | Détails | Le blason fait référence à Raimbaud de Calma, seigneur de Lachau (d'or au lion de gueules), aux La Tour-Gouvernet, derniers seigneurs de Lachau avant la Révolution de 1789 (d'azur à une tour crénelée de cinq pièces d'argent au chef cousu de gueules chargé de trois heaumes d'or posés de profil) et enfin à la Tour du Riable, qui est représentative du patrimoine historique de la commune[réf. nécessaire]. Adopté le 8 mars 2019 par la municipalité[réf. nécessaire]. |

| Blason de Lemps | Blason  | De gueules au loup d'or emportant dans sa gueule un mouton d'argent, accorné et onglé de sable.          |
| Blason de Lemps | Détails | Blason identique à celui de la commune de Lens-Lestang. Le statut officiel du blason reste à déterminer. |

| Blason de Lens-Lestang | Blason  | De gueules au loup d'or emportant dans sa gueule un mouton d'argent, accorné (et onglé) de sable.                                                 |
| Blason de Lens-Lestang | Détails | Blason attribué par Charles d'Hozier en 1696 et repris par la commune de Lemps[réf. nécessaire]. Le statut officiel du blason reste à déterminer. |

| Blason de Livron-sur-Drôme | Blason  | D'argent au verrou de sable percé du champ.      |
| Blason de Livron-sur-Drôme | Détails | Le statut officiel du blason reste à déterminer. |

| Blason de Loriol-sur-Drôme | Blason  | D'azur au loriot d'or.                                                     |
| Blason de Loriol-sur-Drôme | Détails | Armes parlantes. (loriot) Le statut officiel du blason reste à déterminer. |

- Pas d'information pour les communes suivantes : Laborel, Lapeyrouse-Mornay, Larnage, La Laupie, Laval-d'Aix, Laveyron, Le Poët-Laval, Léoncel, Lesches-en-Diois, Luc-en-Diois, Lus-la-Croix-Haute.

- Haut – A
- B
- C
- D
- E
- F
- G
- H
- I
- J
- K
- L
- M
- N
- O
- P
- Q
- R
- S
- T
- U
- V
- W
- X
- Y
- Z

## M
| Blason de Malataverne | Blason  | D'azur à la muraille mouvant des flancs et de la pointe, sommée à dextre d'un clocher et à senestre d'une tour, le tout d'or ajouré de sable. |
| Blason de Malataverne | Détails | Le statut officiel du blason reste à déterminer.                                                                                              |

| Blason de Margès | Blason  | Écartelé : au 1er d'or à une montagne de sinople, au 2e d'azur à deux clés d'argent passées en sautoir, au 3e d'azur au portail du château du lieu d'argent, au 4e d'or à un dauphin d'azur, crêté, barbé, oreillé, lorré et peautré de gueules. |
| Blason de Margès | Détails | Le statut officiel du blason reste à déterminer. |

| Blason de Marsanne | Blason  | D'azur, à la croix patriarcale bourdonnée d'argent. |
| Blason de Marsanne | Détails | Le statut officiel du blason reste à déterminer.    |

| Blason de Mérindol-les-Oliviers | Blason  | De gueules à l'hirondelle d'argent.              |
| Blason de Mérindol-les-Oliviers | Détails | Le statut officiel du blason reste à déterminer. |

| Blason de Mévouillon | Blason  | D'azur à trois têtes de lion arrachées d’or et lampassées de gueules. |
| Blason de Mévouillon | Détails | Le statut officiel du blason reste à déterminer.                      |

| Blason de Mollans-sur-Ouvèze | Blason  | Parti : au 1er d'argent à un dauphin contourné de sinople, au 2d d'azur à une fleur de lys surmontée d'une couronne fermée, le tout d'or. |
| Blason de Mollans-sur-Ouvèze | Détails | Le statut officiel du blason reste à déterminer.                                                                                          |

| Blason de Montauban-sur-l'Ouvèze | Blason  | D'azur à trois tours d'or maçonnées de sable.    |
| Blason de Montauban-sur-l'Ouvèze | Détails | Le statut officiel du blason reste à déterminer. |

| Blason de Montaulieu | Blason  | Fascé d'argent et de gueules[réf. nécessaire].   |
| Blason de Montaulieu | Détails | Le statut officiel du blason reste à déterminer. |

| Blason de Montbrun-les-Bains | Blason  | D'azur à la bande d'or chargée de trois mouchetures d'hermine de sable.                    |
| Blason de Montbrun-les-Bains | Détails | Le statut officiel du blason reste à déterminer.                                           |
| Blason de Montbrun-les-Bains | Alias   | D'or, au lion de gueules armé et lampassé d'azur. Blason de la famille des Dupuy-Montbrun. |

| Blason de Montéléger | Blason  | Tiercé en fasce : au 1er d'azur à la fleur de lis d'or, au 2e d'argent crénelé de six pièces et chargé d'un araire de sable, au 3e de gueules au dauphin couronné d'argent accompagné d'un soleil levant mouvant de l'angle dextre et d'un aquilon mouvant de l'angle senestre du chef de la partition, le tout d'or. |
| Blason de Montéléger | Détails | Le statut officiel du blason reste à déterminer. |

| Blason de Montélier | Blason  | D'or au chef d'azur chargé de trois croissants d'argent. |
| Blason de Montélier | Détails | Le statut officiel du blason reste à déterminer.         |

| Blason de Montélimar | Blason  | De gueules au monde d'azur cintré d'argent, bordé d'or et croisé du même. |
| Blason de Montélimar | Détails | Le statut officiel du blason reste à déterminer.                          |

| Blason de Montfroc | Blason  | D'azur à une tour d'argent maçonnée de sable ; au chef cousu* de gueules chargé de trois heaumes d'or tarés de profil.                                                                                          |
| Blason de Montfroc | Détails | Armes de la famille de La Tour du Pin-Gouvernet. * Il y a là non-respect de la règle de contrariété des couleurs : ces armes sont fautives (gueules sur azur). Le statut officiel du blason reste à déterminer. |

| Blason à dessiner | Blason  | Une balance; une filière.                        |
| Blason à dessiner | Détails | Le statut officiel du blason reste à déterminer. |

| Blason de Montmeyran | Blason  | Coupé d'un parti d’azur à la tour d’argent ouverte, ajourée et maçonnée de sable, et de gueules à la feuille de chêne d’or posée en barre ; et de sinople au mouton arrêté et contourné d’argent. |
| Blason de Montmeyran | Détails | Le statut officiel du blason reste à déterminer. |

| Blason de Montoison | Blason  | De gueules à deux clefs d’argent passées en sautoir et surmontées d’une tour du même. |
| Blason de Montoison | Détails | Le statut officiel du blason reste à déterminer.                                      |

| Blason de Montségur-sur-Lauzon | Blason  | Parti : au 1er d'or à trois bandes d'azur, au 2d coupé au I de sable à un lion d'or accompagné au canton dextre du chef de trois mouchetures d'hermine d'argent, au II de sable à la croix d'or cantonnée de quatre roses de gueules, boutonnées d'or et pointées de sinople.      |
| Blason de Montségur-sur-Lauzon | Détails | * Il y a là non-respect de la règle de contrariété des couleurs : ces armes sont fautives (gueules sur sable). La municipalité utilise sur ses plaques de rue un blason alternatif entourant la partition et l'écu d'une filière de sinople, qui n'a pas cours sur le blason réel. |

| Blason de Mours-Saint-Eusèbe | Blason  | Taillé : au 1er coupé émanché d'azur et de sinople, au 2d d'azur à trois burelles ondées d'argent ; le tout sommé d'un chef cousu* de gueules chargé d'une billette couchée d'argent surchargée de neuf tourteaux de sable (pierre à cupules) et accostée de deux coquilles d'or. |
| Blason de Mours-Saint-Eusèbe | Détails | * Ces armes emploient le terme « cousu » dans le seul but de contrevenir à la règle de contrariété des couleurs : elles sont fautives : gueules sur azur. Le statut officiel du blason reste à déterminer.                                                                        |

- Pas d'information pour les communes suivantes : Malissard, Manas, Manthes, Marches (Drôme), Marignac-en-Diois, Marsaz, Menglon, Mercurol, Mercurol-Veaunes, Mirabel-aux-Baronnies, Mirabel-et-Blacons, Miribel (Drôme), Mirmande, Miscon, Molières-Glandaz, Montboucher-sur-Jabron, Montbrison-sur-Lez, Montchenu, Montclar-sur-Gervanne, Montferrand-la-Fare, Montguers, Montjoux, Montlaur-en-Diois, Montmaur-en-Diois, Montmiral, Montréal-les-Sources, Montrigaud, Montvendre, Moras-en-Valloire, Mornans, La Motte-Chalancon, La Motte-de-Galaure, La Motte-Fanjas, Mureils.

- Haut – A
- B
- C
- D
- E
- F
- G
- H
- I
- J
- K
- L
- M
- N
- O
- P
- Q
- R
- S
- T
- U
- V
- W
- X
- Y
- Z

## N
| Blason de Nyons | Blason  | D'argent, au château donjonné de trois tourelles de gueules, celle du milieu plus haute, le tout ouvert, ajouré et maçonné de sable DeviseTurris fortitudo mea (je tiens ma force de la tour). |
| Blason de Nyons | Détails | La municipalité porte quant à elle une version alternative, décrite ci-dessous en alias[réf. nécessaire].                                                                                      |
| Blason de Nyons | Alias   | D'or, au château donjonné de trois tourelles de gueules, celle du milieu plus haute, le tout ouvert, ajouré et maçonné de sable, à la filière de gueules[réf. nécessaire].                     |

- Haut – A
- B
- C
- D
- E
- F
- G
- H
- I
- J
- K
- L
- M
- N
- O
- P
- Q
- R
- S
- T
- U
- V
- W
- X
- Y
- Z

## O
- Pas d'information pour les communes suivantes : Omblèze, Orcinas, Oriol-en-Royans, Ourches.

- Haut – A
- B
- C
- D
- E
- F
- G
- H
- I
- J
- K
- L
- M
- N
- O
- P
- Q
- R
- S
- T
- U
- V
- W
- X
- Y
- Z

## P
| Blason de Pègue (Le) | Blason  | D'azur à un soleil d'or. DeviseTant qu'il luira                                                               |
| Blason de Pègue (Le) | Détails | Armes et devise de la famille Diez, dont étaient issus les seigneur du Pègue du XIVe au XVIIe siècle. Adopté. |

| Blason de Peyrins | Blason  | D'argent à trois fasces ondées, à un dauphin, posé en pal, la queue tournée à senestre et de la bouche duquel jaillit un jet d'eau, le tout d'azur ; au chef de gueules à une chèvre saillante et issante d'or. |
| Blason de Peyrins | Détails | Le statut officiel du blason reste à déterminer. |

| Blason de Peyrus | Blason  | Taillé : au 1er de sinople à la hure de sanglier d’argent, au 2e d’argent à la montagne de gueules chargée d’un village d’argent et surmontée d’un soleil éteint d’or ; à la barre d’argent chargée d’une portée de musique de sable. |
| Blason de Peyrus | Détails | * Il y a là non-respect de la règle de contrariété des couleurs : ces armes sont fautives (or sur argent). Le statut officiel du blason reste à déterminer.                                                                           |

| Blason de Pierrelatte | Blason  | D'azur à une arbalète d'or posée en pal, accostée des lettres capitales P et L du même. |
| Blason de Pierrelatte | Détails | Le statut officiel du blason reste à déterminer.                                        |

| Blason de Pilles (Les) | Blason  | D'azur à la tour d'or, (crénelée), maçonnée, ouverte et ajourée de sable, posée sur une montagne de sept coupeaux de sinople, accompagnée en chef à dextre d'un soleil non figuré d'or et à senestre de deux clés passées en sautoir et liées du même.            |
| Blason de Pilles (Les) | Détails | La tour sur montagne est celle des armes de la famille de Fortia de Piles et les clés sont celles du Venaissin. * Il y a là non-respect de la règle de contrariété des couleurs : ces armes sont fautives (sinople sur azur). Adopté par la municipalité en 2019. |

| Blason de Pommerol | Blason  | De gueules, à la croix d'argent chargée de cinq coquilles de sable. |
| Blason de Pommerol | Détails | Le statut officiel du blason reste à déterminer.                    |

| Blason de Pont-de-l'Isère | Blason  | D'azur au pont d'argent, maçonné de sable, mouvant des flancs, posé sur une divise ondée d'argent, surmonté d'une burelle du même et du nombre 45 en chiffres d'or brochant sur la burelle. |
| Blason de Pont-de-l'Isère | Détails | La burèle d'argent ferait référence au 45e parallèle, qui traverse la commune. Armes parlantes. Le statut officiel du blason reste à déterminer.                                            |

| Blason de Portes-lès-Valence | Blason  | Taillé de gueules à la porte fortifiée d’or ouverte du champ, et d’azur au dauphin d’or ; à la rose des vents du même, l'axe nord-sud plus grand que l'axe est-ouest, brochant en abîme sur la partition. |
| Blason de Portes-lès-Valence | Détails | Armes parlantes. Le statut officiel du blason reste à déterminer. |

| Blason de Puygiron | Blason  | D'azur à trois croissants adossés d'argent posés en pairle renversé. |
| Blason de Puygiron | Détails | Le statut officiel du blason reste à déterminer.                     |

- Pas d'information pour les communes suivantes : Parnans, Pelonne, La Penne-sur-l'Ouvèze, Pennes-le-Sec, Piégon, Piégros-la-Clastre, Pierrelongue, Plaisians, Plan-de-Baix, Le Poët-Célard, Le Poët-en-Percip, Le Poët-Sigillat, Ponet-et-Saint-Auban, Ponsas, Pont-de-Barret, Pontaix, Portes-en-Valdaine, Poyols, Pradelle, Les Prés, Propiac, Puy-Saint-Martin.

- Haut – A
- B
- C
- D
- E
- F
- G
- H
- I
- J
- K
- L
- M
- N
- O
- P
- Q
- R
- S
- T
- U
- V
- W
- X
- Y
- Z

## R
| Blason de Réauville | Blason  | Tiercé en pairle renversé : au 1er de sinople à un chêne d'argent, au 2e d'or à un bouquet de trois brins de lavande tigés et fleuris au naturel, au 3e d'azur à une fleur de lys d'or. |
| Blason de Réauville | Détails | Le statut officiel du blason reste à déterminer. |

| Blason de Rémuzat | Blason  | D'azur, à la croix latine au pied perronné de trois marches d'or. |
| Blason de Rémuzat | Détails | Le statut officiel du blason reste à déterminer.                  |

| Blason de Rochebrune | Blason  | Écartelé : au 1er d'azur à la tour ronde d'or crénelée de gueules, au 2e d'argent à la branche d'abricotier fruitée de trois pièces au naturel, posée en bande, au 3e d'argent à la touffe de lavande fleurie au naturel, au 4e d'azur au clocher d'or essoré de gueules. |
| Blason de Rochebrune | Détails | Le statut officiel du blason reste à déterminer. |

| Blason de Roche-de-Glun (La) | Blason  | D'azur au lion d'or soutenu de deux clés adossées du même, posées en chevron renversé. |
| Blason de Roche-de-Glun (La) | Détails | Le statut officiel du blason reste à déterminer.                                       |

| Blason de Rochegude | Blason  | Écartelé en sautoir : au 1er d'argent à trois fleurs de lis mal ordonnées d'or* soutenues d'un besant du même, au 2e d'or au dauphin d'azur, au 3e d'azur à l'abeille d'or, au 4e de gueules au triregnum d'argent. |
| Blason de Rochegude | Détails | * Il y a là non-respect de la règle de contrariété des couleurs : ces armes sont fautives (or sur argent). Le statut officiel du blason reste à déterminer.                                                         |

| Blason de Romans-sur-Isère | Blason  | D'azur à la porte de ville à deux échauguettes d'argent, essorée et girouettée du même, ajourée de sable, accompagnée de la lettre capitale R couronnée d'or dans l'ouverture de la porte. |
| Blason de Romans-sur-Isère | Détails | Le statut officiel du blason reste à déterminer. |

| Blason de Roussas | Blason  | D'argent à l'épée basse de gueules posée en bande passée en sautoir avec une lance d'azur au guidon d'or, à la couronne d'or brochant en coeur; le tout enfermé dans un trécheur de gueules. |
| Blason de Roussas | Détails | Le statut officiel du blason reste à déterminer. |

| Blason de Rousset-les-Vignes | Blason  | De gueules au chevron d'or accompagné de trois croisettes du même, au chef d'argent chargé d'un soleil non figuré du champ. DeviseTant qu'il luira |
| Blason de Rousset-les-Vignes | Détails | Le statut officiel du blason reste à déterminer.                                                                                                   |

- Pas d'information pour les communes suivantes : Ratières, Recoubeau-Jansac, Reilhanette, La Répara-Auriples, Rimon-et-Savel, Rioms, Roche-Saint-Secret-Béconne, La Roche-sur-Grane, La Roche-sur-le-Buis, Rochebaudin, Rochechinard, Rochefort-en-Valdaine, Rochefort-Samson, Rochefourchat, La Rochette-du-Buis, Romeyer, Rottier, Roussieux, Roynac.

- Haut – A
- B
- C
- D
- E
- F
- G
- H
- I
- J
- K
- L
- M
- N
- O
- P
- Q
- R
- S
- T
- U
- V
- W
- X
- Y
- Z

## S
| Blason de Saillans | Blason  | Parti émanché de quatre pièces d'or sur sinople.                                                            |
| Blason de Saillans | Détails | Ces armes, établies au XVIIe siècle, étaient déjà portées en 1061, issues du comte Géraud[réf. nécessaire]. |

| Blason de Saint-Donat-sur-l'Herbasse | Blason  | De gueules semé de fleurs de lis d'argent, à la bande du même brochant, au lambel de sable brochant sur le tout. |
| Blason de Saint-Donat-sur-l'Herbasse | Détails | Le statut officiel du blason reste à déterminer.                                                                 |

| Blason de Saint-Jean-en-Royans | Blason  | Parti de gueules au lion d'or, et d'un coupé d'argent à l'aigle de gueules et d'un bandé d'or et d'azur. |
| Blason de Saint-Jean-en-Royans | Détails | Le statut officiel du blason reste à déterminer.                                                         |

| Blason de Saint-Marcel-lès-Valence | Blason  | Parti de sable à la main bénissante d'argent en chef et posée en fasce, d'où partent cinq rayons d'or en éventail vers la pointe, et de gueules à la croix d'argent chargée en cœur de cinq monts d'azur ordonnés en croix. |
| Blason de Saint-Marcel-lès-Valence | Détails | Le statut officiel du blason reste à déterminer. |

| Blason de Saint-Maurice-sur-Eygues | Blason  | D'azur au cavalier d’argent, vêtu de gueules, avec une cape d'or, tenant un écu du même à la bande de sable, sur un cheval contourné d'argent. |
| Blason de Saint-Maurice-sur-Eygues | Détails | Le statut officiel du blason reste à déterminer.                                                                                               |

| Blason de Saint-May | Blason  | De sinople à deux fasces ondées d'argent surmontées d'un rocher du même[réf. nécessaire]. |
| Blason de Saint-May | Détails | L'Armorial des Communes de Provence (L. de Bresc) et l'Armorial de Charles d'Hozier mentionnent le blason décrit en alias[réf. nécessaire].                                                       |
| Blason de Saint-May | Alias   | De sinople au rocher d'argent posé entre deux rivières du même mouvant des deux flancs, se joignant à la pointe, le rocher sommé d'une colombe essorante d'argent, becquée et membrée de gueules. |

| Blason de Saint-Nazaire-en-Royans | Blason  | D'azur au lion à tête de bouc et ailé d'or ; au chef cousu* de gueules chargé de trois étoiles d'or.                                                           |
| Blason de Saint-Nazaire-en-Royans | Détails | * Il y a là non-respect de la règle de contrariété des couleurs : ces armes sont fautives (gueules sur azur). Le statut officiel du blason reste à déterminer. |

| Blason de Saint-Pantaléon-les-Vignes | Blason  | D'azur au bourreau à dextre s'apprêtant à décapiter saint Pantaléon agenouillé et contourné, le tout d’argent, le saint auréolé d'or. DeviseCella sancti pantaleonis in provencia (Cellier Saint Pantaléon en Provence). |
| Blason de Saint-Pantaléon-les-Vignes | Détails | La ville porte ce blason, mais au champ d'azur. |

| Blason de Saint-Paul-Trois-Châteaux | Blason  | D'azur au château donjonné de trois tours d'argent, celle du milieu plus haute, maçonné de sable. DeviseTricastinensis civitas (cité des Tricastins). |
| Blason de Saint-Paul-Trois-Châteaux | Détails | Armes parlantes. Le statut officiel du blason reste à déterminer.                                                                                     |

| Blason de Saint-Rambert-d'Albon | Blason  | Taillé de gueules à la fleur de pêcher d'or, boutonnée du champ, et d'azur au dauphin d'or. |
| Blason de Saint-Rambert-d'Albon | Détails | Le statut officiel du blason reste à déterminer.                                            |

| Blason de Saint-Sauveur-Gouvernet | Blason  | De gueules à un cerf ailé élancé d'or.           |
| Blason de Saint-Sauveur-Gouvernet | Détails | Le statut officiel du blason reste à déterminer. |

| Blason de Saint-Sorlin-en-Valloire | Blason  | D'azur à la cotice en barre cousue de gueules chargée de cinq fleurs de pêcher d'or, accompagnée en chef d'un dauphin du même et en pointe d'une feuille de peuplier blanc de sinople, nervurée d'argent, posée en barre et chargée de trois grappes de baies de gueules et d'or. |
| Blason de Saint-Sorlin-en-Valloire | Détails | * Il y a là non-respect de la règle de contrariété des couleurs : ces armes sont fautives (gueules et sinople sur azur). Le statut officiel du blason reste à déterminer. |

| Blason de Saint-Uze | Blason  | Divisé en chevron et parti d'or et d'argent, à trois amphores de l'un en l'autre, celle de la pointe plus grande et brochante ; au chevron d'argent chargé de deux doubles cotices en chevron, potencées et contre-potencées d'azur, bordé en filet de gueules en chef à dextre et soutenu à senestre aussi d'un filet de gueules, les deux bâtons mouvant du trait du parti, le tout brochant sur la partition ; au chef ondé d'azur chargé de trois dauphins d'or. |
| Blason de Saint-Uze | Détails | * Il y a là non-respect de la règle de contrariété des couleurs : ces armes sont fautives (argent et or). Le statut officiel du blason reste à déterminer. |

| Blason de Saint-Vallier | Blason  | Écartelé : aux 1er et 4e d'or au dauphin d'azur barbé, crêté, oreillé, peautré et lorré de gueules, au 2e d'azur à six besants d'argent ordonnés 3, 2 et 1, au chef d'or, au 3e d'azur à la tête de cheval d'argent, au chef cousu de gueules chargé de trois croisettes d'argent. |
| Blason de Saint-Vallier | Détails | * Il y a là non-respect de la règle de contrariété des couleurs : ces armes sont fautives (gueules sur azur). Blason officiel |

| Blason de Sainte-Jalle | Blason  | D'azur au lion d'or.                                                          |
| Blason de Sainte-Jalle | Détails | Couleur du champ incertaine. Le statut officiel du blason reste à déterminer. |

| Blason de Saulce-sur-Rhône | Blason  | D'argent au saule arraché au naturel.                                     |
| Blason de Saulce-sur-Rhône | Détails | Armes parlantes. (saule) Le statut officiel du blason reste à déterminer. |

| Blason de Séderon | Blason  | D'hermine au chef d'or, chaussé de gueules[réf. nécessaire]. |
| Blason de Séderon | Détails | Le statut officiel du blason reste à déterminer.             |

| Blason de Serves-sur-Rhône | Blason  | Parti d'argent à la branche de vigne au naturel en bande mouvant de l'angle dextre du chef, feuillée de six pièces de sinople et fruitée de deux grappes d'or, soutenue de sept trangles ondées alésées d'azur ; et de gueules au dauphin d'or allumé d'argent, crêté, loré, barbé d'azur et peautré aussi d'azur et de sinople. |
| Blason de Serves-sur-Rhône | Détails | Le statut officiel du blason reste à déterminer. |

| Blason de Suze-la-Rousse | Blason  | Coupé d'azur au lion issant d'argent, couronné d'or, armé et lampassé de gueules ; et d'or à trois chevrons de sable. |
| Blason de Suze-la-Rousse | Détails | Le statut officiel du blason reste à déterminer.                                                                      |

- Pas d'information pour les communes suivantes :  Sahune, Saint-Agnan-en-Vercors, Saint-Andéol (Drôme) , Saint-Auban-sur-l'Ouvèze, Saint-Avit (Drôme) , Saint-Bardoux, Saint-Barthélemy-de-Vals, Saint-Benoit-en-Diois, Saint-Bonnet-de-Valclérieux, Saint-Christophe-et-le-Laris, Saint-Dizier-en-Diois, Saint-Ferréol-Trente-Pas, Saint-Julien-en-Quint, Saint-Julien-en-Vercors, Saint-Laurent-d'Onay, Saint-Laurent-en-Royans, Saint-Marcel-lès-Sauzet, Saint-Martin-d'Août, Saint-Martin-en-Vercors, Saint-Martin-le-Colonel, Saint-Michel-sur-Savasse, Saint-Nazaire-le-Désert, Saint-Paul-lès-Romans, Saint-Restitut, Saint-Roman, Saint-Sauveur-en-Diois, Saint-Thomas-en-Royans, Saint-Vincent-la-Commanderie, Sainte-Croix (Drôme) , Sainte-Eulalie-en-Royans, Sainte-Euphémie-sur-Ouvèze, Salettes (Drôme) , Salles-sous-Bois, Saou (Drôme) , Savasse, Solérieux, Souspierre, Soyans, Suze (Drôme).

- Haut – A
- B
- C
- D
- E
- F
- G
- H
- I
- J
- K
- L
- M
- N
- O
- P
- Q
- R
- S
- T
- U
- V
- W
- X
- Y
- Z

## T
| Blason de Tain-l'Hermitage | Blason  | De gueules, au dauphin d'or crêté, barbé, loré, peautré et oreillé d'azur, au chef cousu du même chargé d'une étoile d'argent accostée de deux grappes de raisin tigées et feuillées de deux pièces d'or. |
| Blason de Tain-l'Hermitage | Détails | Le statut officiel du blason reste à déterminer. |

| Blason de Taulignan | Blason  | Écartelé : aux 1 et 4, de sable à la croix engrêlée d'or, cantonnée de dix-huit billettes du même, cinq en sautoir à chaque canton en chef, et quatre à ceux de la pointe ; aux 2 et 3, d'argent à deux fasces de gueules. |
| Blason de Taulignan | Détails | Le statut officiel du blason reste à déterminer. |

| Blason de Tulette | Blason  | De gueules, à deux clés renversées d'argent, passées en sautoir et brochant sur une épée basse du même; au chef d'or chargé de quarante besants d'argent, ordonnés 10, 10, 10 et 10 et au cor contourné d'azur virolé et enguiché de sable brochant. |
| Blason de Tulette | Détails | * Il y a là non-respect de la règle de contrariété des couleurs : ces armes sont fautives (argent sur or). Le statut officiel du blason reste à déterminer.                                                                                          |

- Pas d'information pour les communes suivantes : Tersanne, Teyssières, Les Tonils, La Touche, Les Tourrettes, Treschenu-Creyers, Triors, Truinas.

- Haut – A
- B
- C
- D
- E
- F
- G
- H
- I
- J
- K
- L
- M
- N
- O
- P
- Q
- R
- S
- T
- U
- V
- W
- X
- Y
- Z

## U
| Blason de Upie | Blason  | D'argent à cinq pals flamboyants de gueules, deux mouvant du chef et trois mouvant de la pointe ; au chef d'azur chargé d'un lion léopardé d'or. |
| Blason de Upie | Détails | Blason issu des armes de la famille Rabot. Le statut officiel du blason reste à déterminer.                                                      |

- Haut – A
- B
- C
- D
- E
- F
- G
- H
- I
- J
- K
- L
- M
- N
- O
- P
- Q
- R
- S
- T
- U
- V
- W
- X
- Y
- Z

## V
| Blason de Valence | Blason  | De gueules à la croix d'argent chargée en cœur d'une tour d'azur. DeviseUnguibus et Rostro (de bec et d'ongle). |
| Blason de Valence | Détails | Le statut officiel du blason reste à déterminer.                                                                |

| Blason de Vassieux-en-Vercors | Blason  | D'or au dauphin d'azur, crêté, barbé, loré, peautré de gueules, tenant dans sa gueule une épée d'argent versée en bande ; chaussé aussi de gueules aux deux chaînes de sable* mouvant en pal de la partition. |
| Blason de Vassieux-en-Vercors | Détails | Le statut officiel du blason reste à déterminer. |

| Blason de Vaunaveys-la-Rochette | Blason  | De gueules au chevron crénelé d'or accompagné en chef, à dextre, d'une porte romaine (du lieu) d'argent ouverte et maçonnée de sable, à senestre, d'un rocher d'argent et en pointe de deux clefs du même passées en sautoir. |
| Blason de Vaunaveys-la-Rochette | Détails | Créé par JF Binon. Adopté le 13 mai 2024. |

| Blason de Vesc | Blason  | Palé d'argent et d’azur, au chef d’or plain. DeviseRien ne m'arreste.         |
| Blason de Vesc | Détails | Armes de la famille de Vesc. Le statut officiel du blason reste à déterminer. |

- Pas d'information pour les communes suivantes :  Vachères-en-Quint, Val-Maravel, Valaurie, Valdrôme, Valouse, Veaunes, Venterol (Drôme) , Vercheny, Verclause, Vercoiran, Véronne, Vers-sur-Méouge, Villebois-les-Pins, Villefranche-le-Château, Villeperdrix, Vinsobres, Volvent.

- Haut – A
- B
- C
- D
- E
- F
- G
- H
- I
- J
- K
- L
- M
- N
- O
- P
- Q
- R
- S
- T
- U
- V
- W
- X
- Y
- Z